# Noordse stormvogel
De noordse stormvogel (Fulmarus glacialis), ook wel mallemok, is een zeevogel uit de orde van de buissnaveligen (Procellariiformes).

## Kenmerken
Op het eerste gezicht lijkt de noordse stormvogel op een meeuw, maar stormvogels en meeuwen zijn niet direct verwant. De stormvogel is grijs en wit met een gele snavel. De lengte bedraagt 45–50 cm en de spanwijdte 101–117 cm. Van de noordse stormvogel bestaat zowel een donkere als een lichte kleurvariatie.
Net als andere stormvogelachtigen kan de noordse stormvogel vrij slecht lopen. Het zijn echter uitstekende vliegers, met vrij stijve, rechte vleugels, wat hen van de meeuwen onderscheidt. Ze hebben een dikke nek en een relatief korte snavel. De levensverwachting is hoog; het is niet ongebruikelijk dat ze 40 jaar oud worden.

## Leefwijze
Noordse stormvogels broeden op kliffen. Ze leggen één ei op de ruwe stenen of in holletje van plantaardig materiaal. Nestelende vogels en jongen kunnen een akelig ruikende maagolie tot twee meter wegspuiten om indringers op afstand te houden. Als vogels deze olie op hun veren krijgen, worden die daardoor ernstig beschadigd, wat tot verlies van vliegvermogen en uiteindelijk tot de dood kan leiden. Op deze manier kan de noordse stormvogel zich effectief tegen predators zoals jagers verweren.
Buiten het broedseizoen zijn het volledig pelagische vogels, die zich voeden met vis, pijlinktvissen, plankton en visafval. De prooi wordt meestal van het wateroppervlak opgepikt, maar duikend doen ze dit ook wel. Recent onderzoek rond de Noordzee heeft uitgewezen dat noordse stormvogels gevoelig zijn voor plastic zwerfvuil op zee, dat zich ophoopt in het spijsverteringsysteem van de vogels. Gedurende de twintigste eeuw heeft de soort zich kunnen uitbreiden vanwege de toename van de commerciële visserij en daarmee gepaard gaande beschikbaarheid van visafval. Gevoeligheid voor klimaatverandering, een afname van de visserij in de Noordzee en toename van vervuiling zouden echter kunnen leiden tot een afname van de soort.

## Verspreiding
De noordse stormvogel komt voor in het noordpoolgebied en de noordelijke Stille en Atlantische Oceaan.
De soort kan het hele jaar door aan de Nederlandse en Belgische Noordzeekust worden gezien, maar vooral na een periode met aanlandige, stormachtige wind in de herfst. Soms met honderden, meestal enkele tot tientallen. Hij kan met de zilvermeeuw worden verward. Noordse stormvogels missen echter de zwarte vleugelpunten en vliegen heel anders.
De soort telt drie ondersoorten:
- F. g. glacialis: van noordoostelijk Canada, noordelijk Groenland tot Franz Josefland.
- F. g. auduboni: zuidoostelijk Canada, zuidelijk Groenland, IJsland en van westelijk en noordelijk Europa tot Nova Zembla.
- F. g. rodgersii: oostelijk Siberië en Alaska.

## Status
De grootte van de populatie is in 2016 geschat op 20 miljoen individuen. Op de Rode lijst van de IUCN heeft deze soort de status niet bedreigd.